# 唐东杰布庙
唐东杰布庙，位于西藏自治区拉萨市城关区，是一座藏传佛教格鲁派尼姑寺院。

## 简介
唐东杰布庙位于拉萨药王山脚下，查拉鲁普旁边。此处是自北京东路、布达拉宫与药王山之间的大白塔处的小路进入查拉鲁普的必经之处。
唐东杰布（1385年－1509年）是藏传佛教香巴噶举派的在家居士。一生在藏区兴修铁索桥，被视为西藏建筑业的代表人物，凡有桥之处多供奉其身像。唐东杰布还是藏戏的发明人，被视为藏戏业的祖师爷，藏戏从业者至今仍然自称“唐东子弟”，藏戏每逢开场，传统上必赞美唐东杰布的功绩。唐东杰布发明的两条藏医古方，至今仍被藏医采用。
唐东杰布庙本来并非供奉唐东杰布，而是由唐东杰布亲自建立。后世，该庙内供奉了唐东杰布的身像。21世纪初，该庙正由几位比丘尼管理。
唐东杰布外形一般是束着长长白发、面容欢欣的老者。唐东杰布庙中央，便供奉着这一形象的唐东杰布像。布达拉宫所在的红山的东角，也供奉着一尊相同形象的唐东杰布大像，行人沿北京路经过布达拉宫大塔时即可仰视见到。